# إدموند بلاك
إدموند بلاك (بالإنجليزية: Edmund Black)‏ هو رامي مطرقة أمريكي، ولد في 3 مايو 1905 في مقاطعة كمبرلاند في الولايات المتحدة، وتوفي في 22 أكتوبر 1996.

## وصلات خارجية
- إدموند بلاك على موقع أوليمبيديا (الإنجليزية)